# جودیک، نوا اسکوشیا
جودیک، نوا اسکوشیا (به انگلیسی: Judique, Nova Scotia) یک منطقهٔ مسکونی در کانادا است که در نوا اسکوشیا واقع شده‌است. جودیک c نفر جمعیت دارد.